# الأمريكي (فلم)
الأمريكي The American فيلم إثارة من إنتاج سنة 2010، بطولة جورج كلوني وتيكلا ريوتن وفيولنت بلاسيدو، والفيلم من إخراج أنطون كوربين.

## الحبكة
جاك (جورج كلوني) منفذ اغتيالات وصانع أسلحة يصل إلى مرحلة في عمره جعلته بطيئا في تنفيذ المهمات وأصبح يحن لعيش حياة طبيعية وعلاقة حب مع امرأة تحبه ويحبها ولكن محاولاته في الحب عادة ما تجد طريقا مسدودا بسبب ماضيه المليء بالذنوب التي تطارده جاعلا ممن تدخل حياته حبا ورغبة فيه ضحية لتلك الذنوب، فيحس أنه ربما حان الوقت لخروجه من تلك المهنة ولكنه يجد أن الخروج ليس بالشيء السهل.

## روابط إضافية
- الموقع الرسمي
- مقالات تستعمل روابط فنية بلا صلة مع ويكي بيانات